# Robert Phillipson
 (avril 2021).
Si vous disposez d'ouvrages ou d'articles de référence ou si vous connaissez des sites web de qualité traitant du thème abordé ici, merci de compléter l'article en donnant les références utiles à sa vérifiabilité et en les liant à la section « Notes et références ».
Pour les articles homonymes, voir Phillipson.
Robert Henry Lawrence Phillipson (né le 18 mars 1942 à Gourock, en Écosse) est professeur émérite au département de management, société et communication de l'École de commerce de Copenhague. Il est principalement connu pour ses ouvrages Linguistic Imperialism (Impérialisme linguistique) et English-only Europe? : Challenging language policy (La domination de l'anglais, un défi pour l'Europe.